# Нижняя Беранда
Ни́жняя Бера́нда — курортный микрорайон в Лазаревском районе «города-курорта Сочи» в Краснодарском крае. 

## География
Микрорайон находится в южной части Лазаревского района в низовье одноимённой реки Беранда. Расположен в 24 км к юго-востоку от районного центра — Лазаревское, в 36 км к северо-западу от Центрального Сочи и в 277 км к югу от города Краснодар (по дороге). 
Граничит с землями населённых пунктов: Якорная Щель на северо-западе, Беранда на севере, Детляжка на северо-востоке и Вардане на юго-востоке. На западе микрорайон омывается водами Чёрного моря. 
Нижняя Беранда расположена в узкой долине у черноморского побережья. Рельеф местности у побережья в основном равнинная, выше по долине реки Беранда местность становится более холмисто-гористой и перепады высот начинают увеличиваться. Основное население микрорайона проживает у побережья или вдоль речной долины. Средние высоты на территории микрорайона составляют около 15 метров над уровнем моря. Абсолютные высоты достигают 200 метров над уровнем моря. 
Гидрографическая сеть представлена в основном рекой Беранда.  
Климат в микрорайоне влажный субтропический. Среднегодовая температура воздуха составляет около +13,7°С, со средними температурами июля около +24,2°С, и средними температурами января около +6,2°С. Среднегодовое количество осадков составляет около 1450 мм. Основная часть осадков выпадает зимой. 

## Этимология
Название посёлка произошло от одноимённой реки в долине которой он и расположен. В самом топониме речки лежит имя убыхского рода — Беранда, раньше проживавшего в этой местности. Кавказовед Люлье в середине XIX века в низовье реки Беранда отмечал убыхский аул Берандупь, что в переводе с черкесского языка означает «устье реки Беранда».

## История
Точная дата основания современного посёлка не известна. До 1864 года на месте современного посёлка был расположен убыхский аул Берандупь входивший в состав убыхского общества Вардане. 
После завершения Кавказской войны аул был заброшен в результате черкесского мухаджирства. А долина реки Беранда была безлюдной вплоть до конца XIX века. 
В начале XX века сюда начали переселяться армянские и русские переселенцы, которые вновь начали заселять долину реки Беранда. 
10 февраля 1961 года селение Нижняя Беренда было включено в состав города-курорта Сочи, с присвоением населённому пункту статуса внутригородского микрорайона.

## Курорты
До начала XXI века курортный бизнес в посёлке был развит крайне слабо. За последние десятилетия рекреационная инфраструктура в посёлке начала развиваться быстрыми темпами. 
Ныне в посёлке быстрыми темпами развивается частный сектор. Кроме того, в посёлке построены несколько баз отдыха, санатории и пансионаты. 

## Улицы
Главной улицей микрорайона является улица Главная, являющаяся отрезком федеральной автотрассы А-147. В микрорайоне всего три улицы. 

| Араратская |

| Главная |

| Придорожная |